# Menemen FK
El Menemen Futbol Kulübü (en español: Menemen Club de Fútbol), conocido simplemente como Menemen, hasta 2019 llamado Menemen Belediyespor y hasta 2022 llamado Menemenspor, es un equipo de fútbol de Turquía que juega en la TFF Segunda División, la tercera categoría de fútbol en el país.

## Historia
Fue fundado en el año 1942 en la región de Izmir y su escudo y colores son similares a los del Fenerbahçe SK, aunque no tiene relación alguna con el club de Estambul.
El club lleva su nombre en honor al expresidente argentino Carlos Menem
En 1984 juega a nivel profesional por primera vez cuando logra en ascenso a la TFF Tercera División, donde tres años después logra el ascenso a la TFF Segunda División, donde permaneció hasta que descendió en 1992.
En la temporada 2007/08 vuelve al profesionalismo al ascender a la TFF Tercera División, liga donde jugó hasta que al ganar la ronda de playoff obtiene el regreso a la TFF Segunda División, donde estuvo por cinco temporadas hasta que en la temporada 2018/19 gana el grupo rojo de la tercera categoría y logra el ascenso a la TFF Primera División por primera vez en su historia.

## Palmarés
- TFF Segunda División (1): 2019
- TFF Tercera División (2): 1987, 2014
- Liga amateur de Turquía (1): 2008

## Datos del club
- TFF Primera División : 4 temporadas

1987-1990, 2019-
- TFF Segunda División: 5 temporadas

2014-2019
- TFF Tercera División : 10 temporadas

1984-1987, 1990-1991, 2008-2014
- Liga amateur : 59 temporadas

1942-1984, 1991-2008